# Chauvoncourt
Chauvoncourt – miejscowość i gmina we Francji, w regionie Grand Est, w departamencie Moza.
Według danych na rok 1990 gminę zamieszkiwało 469 osób, a gęstość zaludnienia wynosiła 47 osób/km² (wśród 2335 gmin Lotaryngii Chauvoncourt plasuje się na 612. miejscu pod względem liczby ludności, natomiast pod względem powierzchni na miejscu 607.).